# Villa San José de Vinchina
Villa San José de Vinchina è una città dell'Argentina, appartenente alla provincia di La Rioja, situata nella parte settentrionale della provincia, a 345 km a nord del capoluogo provinciale.